# Collettea rotundicauda
Collettea rotundicauda är en kräftdjursart som beskrevs av Rosalia Konstantinovna Kudinova-Pasternak 1983. Collettea rotundicauda ingår i släktet Collettea och familjen Colletteidae. Inga underarter finns listade i Catalogue of Life.